# Campionati mondiali di pugilato dilettanti 1995
I Campionati mondiali di pugilato dilettanti del 1995 (AIBA World Boxing Championships) si sono tenuti a Berlino, in Germania, dal 4 al 15 maggio. Il torneo si è svolto al Deutschlandhalle di Berlino.

## Risultati

### Pesi Minimosca
| Medaglia | Atleta        | Paese    |  |
| -------- | ------------- | -------- |  |
|          | Daniel Petrov | Bulgaria |  |
|          | Bernard Inom  | Francia  |  |
|          | Hamid Berhili | Marocco  |  |
|          | Juan Ramírez  | Cuba     |  |

### Pesi Mosca
| Medaglia | Atleta          | Paese      |  |
| -------- | --------------- | ---------- |  |
|          | Zoltan Lunka    | Germania   |  |
|          | Bulat Jumadilov | Kazakistan |  |
|          | Raúl Gonzáles   | Cuba       |  |
|          | Joni Turunen    | Finlandia  |  |

### Pesi Gallo
| Medaglia | Atleta              | Paese    |  |
| -------- | ------------------- | -------- |  |
|          | Raimkul Malakhbekov | Russia   |  |
|          | Robert Ciba         | Polonia  |  |
|          | Dirk Krüger         | Germania |  |
|          | Artur Mikaelyan     | Armenia  |  |

### Pesi Piuma
| Medaglia | Atleta               | Paese    |  |
| -------- | -------------------- | -------- |  |
|          | Serafim Todorov      | Bulgaria |  |
|          | Noureddine Medjehoud | Algeria  |  |
|          | Vitas Bičiulaitis    | Lituania |  |
|          | Falk Huste           | Germania |  |

### Pesi Leggeri
| Medaglia | Atleta           | Paese    |  |
| -------- | ---------------- | -------- |  |
|          | Leonard Doroftei | Romania  |  |
|          | Bruno Wartelle   | Francia  |  |
|          | Marco Rudolph    | Germania |  |
|          | Pablo Rojas      | Cuba     |  |

### Pesi Superleggeri
| Medaglia | Atleta              | Paese    |  |
| -------- | ------------------- | -------- |  |
|          | Héctor Vinent       | Cuba     |  |
|          | Nurhan Süleymanoğlu | Turchia  |  |
|          | Radoslav Suslekov   | Bulgaria |  |
|          | Oktay Urkal         | Germania |  |

### Pesi Welter
| Medaglia | Atleta                | Paese      |  |
| -------- | --------------------- | ---------- |  |
|          | Juan Hernández Sierra | Cuba       |  |
|          | Oleg Saitov           | Russia     |  |
|          | Nariman Atayev        | Uzbekistan |  |
|          | Andreas Otto          | Germania   |  |

### Pesi Superwelter
| Medaglia | Atleta           | Paese      |  |
| -------- | ---------------- | ---------- |  |
|          | Francisc Vaștag  | Romania    |  |
|          | Alfredo Duvergel | Cuba       |  |
|          | Slaviša Popovic  | Jugoslavia |  |
|          | Markus Beyer     | Germania   |  |

### Pesi Medi
| Medaglia | Atleta           | Paese      |  |
| -------- | ---------------- | ---------- |  |
|          | Ariel Hernández  | Cuba       |  |
|          | Tomasz Borowski  | Polonia    |  |
|          | Mohamed Mesbahi  | Marocco    |  |
|          | Dilshod Yarbekov | Uzbekistan |  |

### Pesi Mediomassimi
| Medaglia | Atleta         | Paese       |  |
| -------- | -------------- | ----------- |  |
|          | Antonio Tarver | Stati Uniti |  |
|          | Dihosuany Vega | Cuba        |  |
|          | Thomas Ulrich  | Germania    |  |
|          | Vassiliy Jirov | Kazakistan  |  |

### Pesi Massimi
| Medaglia | Atleta           | Paese    |  |
| -------- | ---------------- | -------- |  |
|          | Félix Savón      | Cuba     |  |
|          | Luan Krasniqi    | Germania |  |
|          | Christophe Mendy | Francia  |  |
|          | Sinan Şamil Sam  | Turchia  |  |

### Pesi Supermassimi
| Medaglia | Atleta            | Paese       |  |
| -------- | ----------------- | ----------- |  |
|          | Alexei Lezin      | Russia      |  |
|          | Vitali Klitschko  | Ucraina     |  |
|          | René Monse        | Germania    |  |
|          | Lawrence Clay-Bey | Stati Uniti |  |

## Medagliere
| Posizione | Nazione     |    |    |    | Totale |
| 1         | Cuba        | 4  | 2  | 3  | 9      |
| 2         | Russia      | 2  | 1  | 0  | 3      |
| 3         | Bulgaria    | 2  | 0  | 1  | 3      |
| 4         | Romania     | 2  | 0  | 0  | 2      |
| 5         | Germania    | 1  | 1  | 8  | 10     |
| 6         | Stati Uniti | 1  | 0  | 1  | 2      |
| 7         | Francia     | 0  | 2  | 1  | 3      |
| 8         | Polonia     | 0  | 2  | 0  | 2      |
| 9         | Kazakistan  | 0  | 1  | 1  | 2      |
| 9         | Turchia     | 0  | 1  | 1  | 2      |
| 11        | Algeria     | 0  | 1  | 0  | 1      |
| 11        | Ucraina     | 0  | 1  | 0  | 1      |
| 13        | Marocco     | 0  | 0  | 2  | 2      |
| 13        | Uzbekistan  | 0  | 0  | 2  | 2      |
| 15        | Armenia     | 0  | 0  | 1  | 1      |
| 15        | Finlandia   | 0  | 0  | 1  | 1      |
| 15        | Lituania    | 0  | 0  | 1  | 1      |
| 15        | Jugoslavia  | 0  | 0  | 1  | 1      |
| Totale    | Totale      | 12 | 12 | 24 | 48     |